# Дъсчен кладенец
Дъсчан кладенъц, Дъсчан кладенец или Дъсчен кладенец е планински проход в Западна България (Община Трън) и Югоизточна Сърбия (Община Бабушница), между планината Руй на изток и Милославска планина на запад.
Дължината на прохода е около 10 km, а надморската височина на седловината – 1244 m. Свързва селата от Трънска котловина (Знеполе), разположени южно от Руй планина със селата северно от нея в Република Сърбия. В миналото е имал важно икономическо значение. Започвала е от с. Милославци на 830 m н.в., преодолявал е седловината и е завършвал в района на сръбското село Цървена ябука, на около 730 m н.в. От там пътят е продължавал към град Бабушница и по-нататък към Ниш. През него е преминавало основно направление на германското настъпление срещу Сърбия през Втората световна война. Днес пътят е практически неизползваем.

## Топографска карта
- Лист от карта K-34-46. Мащаб: 1 : 100 000.